# Culicoides subschultzei
Culicoides subschultzei är en tvåvingeart som beskrevs av Cornet och Jacques Brunhes 1994. Culicoides subschultzei ingår i släktet Culicoides och familjen svidknott. Inga underarter finns listade i Catalogue of Life.